# Jörn Müller (Physiker)
Jörn Müller (* 24. September 1939 in München) ist ein deutscher Astrophysiker und Sachbuchautor.

## Leben
Müller studierte Physik und Astronomie an der Ludwig-Maximilians-Universität München (LMU). Er promovierte dort 1973 auf dem Gebiet der Physik mit einem Experiment am Deutschen Elektronen-Synchrotron in Hamburg. Seine Dissertation hatte das Thema Beiträge zur Fluoreszenzanregung von Emissionsspektren im Bereich der ultraweichen Röntgenstrahlen mit Synchrotronstrahlung.
Müller arbeitete am Institut für Astrophysik der LMU, an der Universitäts-Sternwarte München und in verschiedenen Forschungs- und Entwicklungsabteilungen. Müller leistete mit seiner Forschung Beiträge auf den Gebieten der Elektrofotografie, der asphärischen Linsen, der gasdynamischen Hochenergielaser und der Lenkflugkörper.
Müller ist verheiratet.

## Veröffentlichungen (Auswahl)
- Harald Lesch, Jörn Müller: Sterne. Wie das Licht in die Welt kommt. Eine unterhaltsame Reise durch die Astronomie, Bassermann Verlag, 2023, ISBN 978-3809446347
- Josef M. Gaßner, Jörn Müller: Kosmologie. Die größte Geschichte aller Zeiten, S. FISCHER, 2022, ISBN 978-3103971811
- Josef M. Gaßner, Jörn Müller: Können wir die Welt verstehen? Meilensteine der Physik von Aristoteles zur String-Theorie, S. FISCHER, 2019, ISBN
- Harald Lesch, Jörn Müller: Sternstunden des Universums: Von tanzenden Planeten und kosmischen Rekorden, btb, 2013, ISBN 978-3442745951
- Harald Lesch, Jörn Müller: Kosmologie für helle Köpfe: Die dunklen Seiten des Universums, Goldmann Verlag, 2006, ISBN 978-3442153824
- Harald Lesch, Jörn Müller: Big Bang, zweiter Akt: Auf den Spuren des Lebens im All, C. Bertelsmann Verlag, 2003, ISBN 978-3570007761